# أبرق النعام
أبرق النعام، قرية تابعة لمحافظة تثليث في منطقة عسير في المملكة العربية السعودية.

## الموقع والحدود
يقع مركز أبرق النعام في الجهة الشرقية من محافظة تثليث، وأهم ما يميز مركز النعام أنه عبارة عن مركز أمني. ويحده من الشمال مركز القيرة، ويحده من الجنوب مركز العين، ويحده منطقتي الرياض ونجران، ويحده من الغرب مركز الزرق.

## الطبيعة الجغرافية
تغلب على طبيعة أرض مركز أبرق النعام الطبيعة الصحراوية، كما تتخللها الجبال (جبل عروى) والأودية؛ لذا يصعب فيها الانتقال بيسر وسهولة.

## السكان
تشير إحصائية عام 1425هـ للتعداد السكاني أن عدد السكان في مركز أبرق النعام قد بلغ (342 نسمة.